# Euasteron ulrichi
Euasteron ulrichi là một loài nhện trong họ Zodariidae.
Loài này thuộc chi Euasteron. Euasteron ulrichi được Barbara C. Baehr miêu tả năm 2003.